# Bourdainville
Bourdainville est une commune française située dans le département de la Seine-Maritime en région Normandie.

## Géographie

### Localisation
Les communes limitrophes sont  Ancretiéville-Saint-Victor, Ectot-l'Auber, La Fontelaye, Val-de-Saâne, Vibeuf et Yerville.
| Vibeuf   | La Fontelaye  | Val-de-Saâne               |
| Yerville | Bourdainville |                            |
|          | Ectot-l'Auber | Ancretiéville-Saint-Victor |

La commune se situe à l'entrée est du plateau du pays de Caux. La partie centrale de la commune est scindée en deux parties par la route départementale 929. Au nord se situe le bourg central du village. Au sud, la commune se développe via de nouvelles habitations, et une cité pavillonnaire résidentielle (La Chesnaie) inaugurée en 1973.
Un autre hameau, situé à proximité d'Yerville et longeant également la RD 929, compose la commune. Il s'agit du Mesnil.
La frontière nord-est de la commune est délimitée par la Sâane. Ce fleuve marque la séparation entre Bourdainville et Varvannes, où il prend sa source.

### Hydrographie
La commune est située dans le bassin Seine-Normandie. Elle est drainée par la Saâne,.
La Saâne, d'une longueur de 40 km, prend sa source dans la commune de Yerville et se jette dans la Manche en limite des communes de Sainte-Marguerite-sur-Mer et de Quiberville-sur-Mer, après avoir traversé 24 communes. Les caractéristiques hydrologiques de la Saâne sont données par la station hydrologique située sur la commune de Val-de-Saâne. Le débit moyen mensuel est de 0,464 m3/s. Le débit moyen journalier maximum est de 7,51 m3/s, atteint lors de la crue du 26 décembre 1999. Le débit instantané maximal est quant à lui de 21,5 m3/s, atteint le même jour.

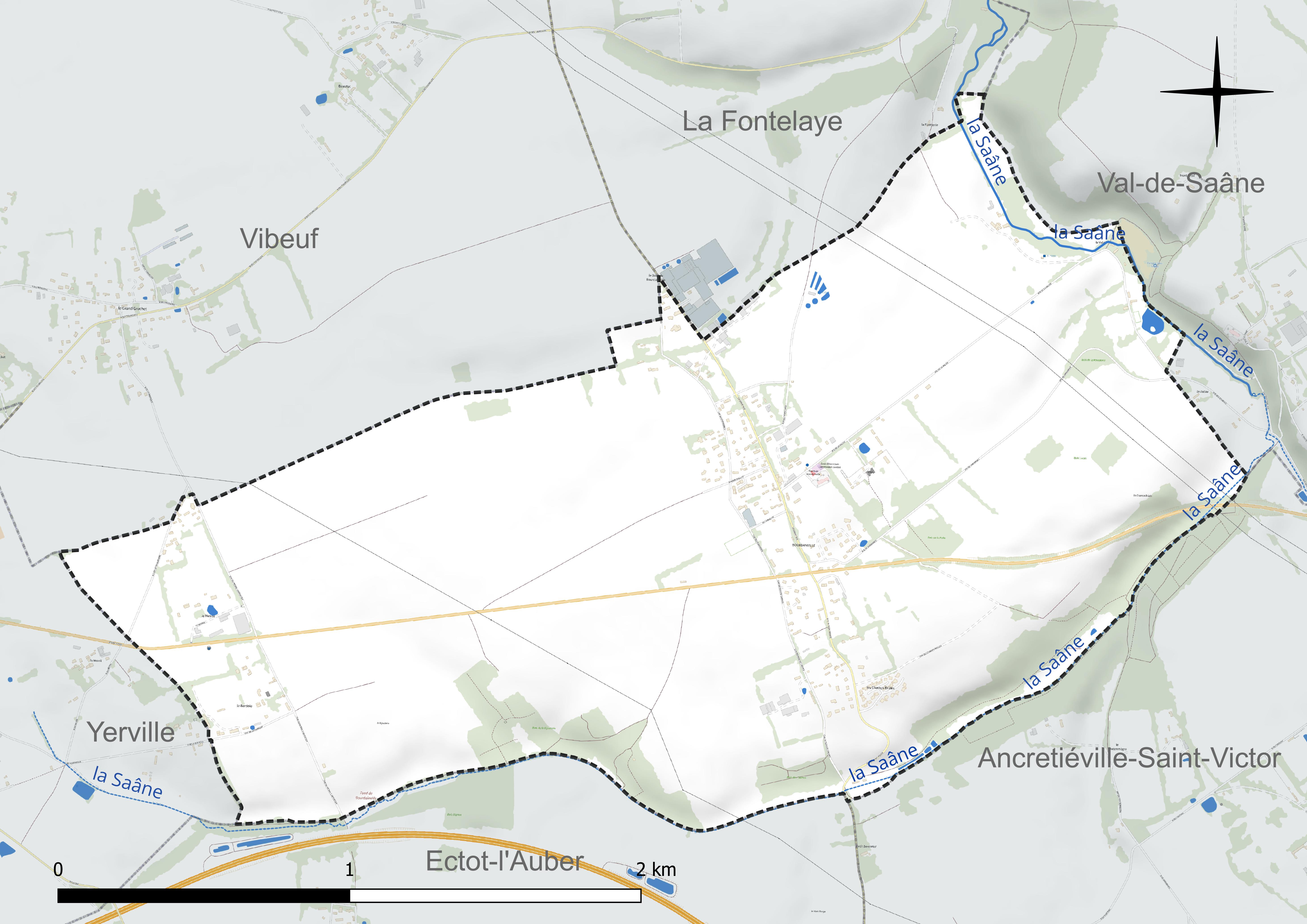
Réseau hydrographique de Bourdainville.

### Climat
Pour des articles plus généraux, voir Climat de la Normandie et Climat de la Seine-Maritime.
En 2010, le climat de la commune est de type climat océanique altéré, selon une étude du CNRS s'appuyant sur une série de données couvrant la période 1971-2000. En 2020, Météo-France publie une typologie des climats de la France métropolitaine dans laquelle la commune est exposée à un climat océanique et est dans la région climatique Côtes de la Manche orientale, caractérisée par un faible ensoleillement (1 550 h/an) ; forte humidité de l’air (plus de 20 h/jour avec humidité relative > 80 % en hiver), vents forts fréquents. Parallèlement le GIEC normand, un groupe régional d’experts sur le climat, différencie quant à lui, dans une étude de 2020, trois grands types de climats pour la région Normandie, nuancés à une échelle plus fine par les facteurs géographiques locaux. La commune est, selon ce zonage, exposée à un « climat maritime », correspondant au Pays de Caux, frais, humide et pluvieux, légèrement plus frais que dans le Cotentin.
Pour la période 1971-2000, la température annuelle moyenne est de 10,1 °C, avec une amplitude thermique annuelle de 13,2 °C. Le cumul annuel moyen de précipitations est de 934 mm, avec 13,8 jours de précipitations en janvier et 8,7 jours en juillet. Pour la période 1991-2020, la température moyenne annuelle observée sur la station météorologique la plus proche, située sur la commune d'Ectot-lès-Baons à 10 km à vol d'oiseau, est de 10,8 °C et le cumul annuel moyen de précipitations est de 905,5 mm,. Pour l'avenir, les paramètres climatiques de la commune estimés pour 2050 selon différents scénarios d'émission de gaz à effet de serre sont consultables sur un site dédié publié par Météo-France en novembre 2022.

## Urbanisme

### Typologie
Au 1er janvier 2024, Bourdainville est catégorisée commune rurale à habitat dispersé, selon la nouvelle grille communale de densité à sept niveaux définie par l'Insee en 2022.
Elle est située hors unité urbaine. Par ailleurs la commune fait partie de l'aire d'attraction de Rouen, dont elle est une commune de la couronne,. Cette aire, qui regroupe 317 communes, est catégorisée dans les aires de 200 000 à moins de 700 000 habitants,.

### Occupation des sols
L'occupation des sols de la commune, telle qu'elle ressort de la base de données européenne d’occupation biophysique des sols Corine Land Cover (CLC), est marquée par l'importance des territoires agricoles (89,3 % en 2018), une proportion sensiblement équivalente à celle de 1990 (90,1 %). La répartition détaillée en 2018 est la suivante : terres arables (70 %), prairies (19,3 %), zones urbanisées (6,6 %), forêts (4,1 %). L'évolution de l'occupation des sols de la commune et de ses infrastructures peut être observée sur les différentes représentations cartographiques du territoire : la carte de Cassini (XVIIIe siècle), la carte d'état-major (1820-1866) et les cartes ou photos aériennes de l'IGN pour la période actuelle (1950 à aujourd'hui).

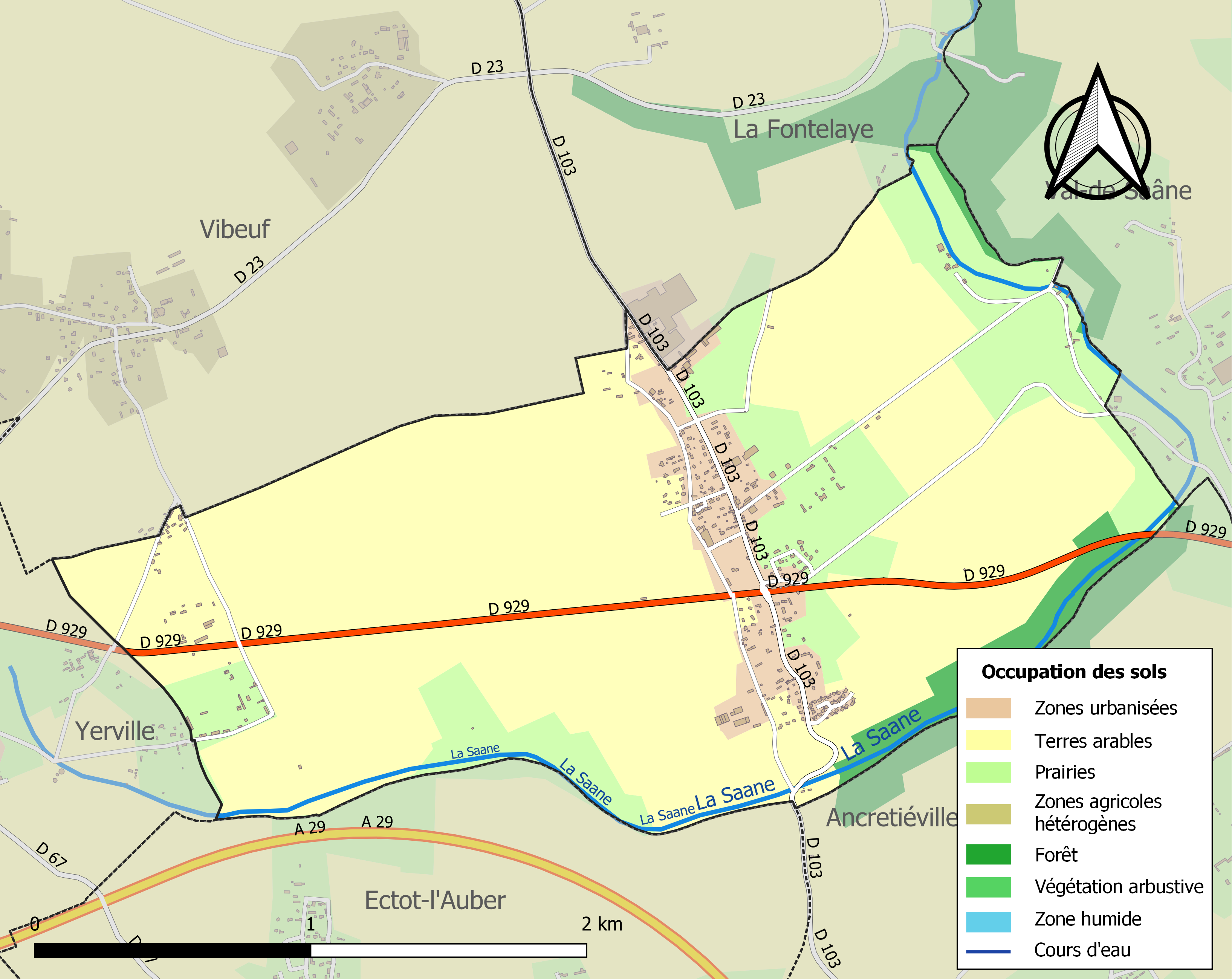
Carte des infrastructures et de l'occupation des sols de la commune en 2018 (CLC).

### Voies de communication et transports
Bourdainville est traversée par la RD 929 (ex-route nationale 29), dans le tronçon qui relie Yerville à Tôtes.
Avant 1987, le tronçon de la RN 29 reliant Bourdainville à Varvannes correspondait à l'actuelle route de Varvannes. Cette section a fait l'objet d'une rectification en raison du caractère accidentogène de la route.

## Toponymie
Le nom de la localité est attesté sous la forme Burdinvilla en 1137, Bourdainville la Chaussée en 1390, Bourdainvilla la cauchie en 1462, Bourdainville la Cauchée en 1456, Bourdainville la Chaussée en 1508, Bourdainville en 1715 (Frémont).
Au XVIIIe siècle, la commune s'appelle « Bourdainville-la-chaussée », probablement en raison du passage d'une ancienne voie romaine.

## Politique et administration

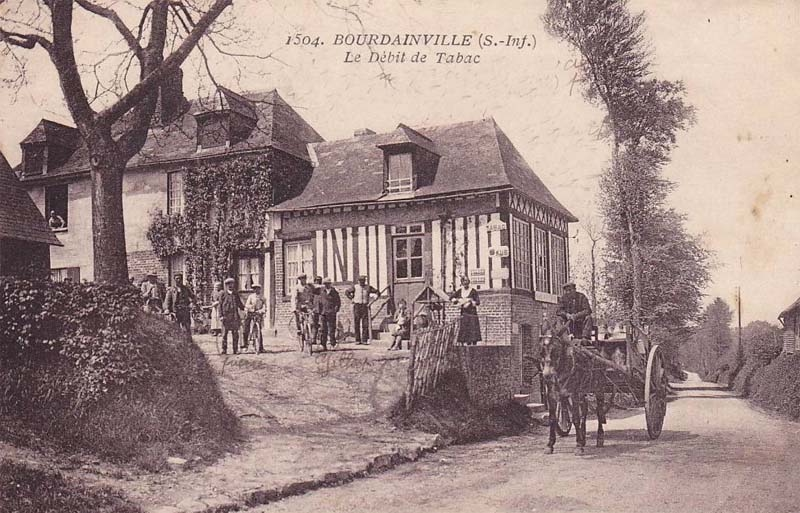
Carte postale vers 1910.

| Période                                  | Période                    | Identité              | Étiquette | Qualité |
| ---------------------------------------- | -------------------------- | --------------------- | --------- | --- |
| Les données manquantes sont à compléter. |                            |                       |           | |
| 1861                                     |                            | Lepicard              |           | |
| 1903                                     |                            | Laurent Ballue        |           | |
| Les données manquantes sont à compléter. |                            |                       |           | |
|                                          | 1961                       | Joseph Duclos         |           | Exploitant forestier Conseiller général d'Yerville (1958 → 1961) Décédé en fonction                                                                                                   |
| 1961                                     | 1965                       | Paul Hartout          |           | |
| 1965                                     | 2001                       | André Duclos          |           | Agriculteur, fils Joseph Duclos Délégué départemental de l’Éducation nationale Chevalier des Palmes académiques                                                                       |
| mars 2001                                | mars 2014                  | François Siméon       | SE        | |
| mars 2014                                | En cours (au 10 août 2020) | Séverine Frémont-Gest | DVD       | Directrice du centre social de Yerville Vice-présidente de la CC Plateau de Caux-Doudeville-Yerville (2020 → ) Conseillère départementale depuis 2021 Réélue pour le mandat 2020-2026 |

## Démographie
L'évolution du nombre d'habitants est connue à travers les recensements de la population effectués dans la commune depuis 1793. Pour les communes de moins de 10 000 habitants, une enquête de recensement portant sur toute la population est réalisée tous les cinq ans, les populations de référence des années intermédiaires étant quant à elles estimées par interpolation ou extrapolation. Pour la commune, le premier recensement exhaustif entrant dans le cadre du nouveau dispositif a été réalisé en 2004.

En 2022, la commune comptait 476 habitants, en évolution de +3,03 % par rapport à 2016 (Seine-Maritime : +0,35 %, France hors Mayotte : +2,11 %).
| 1793 | 1800 | 1806 | 1821 | 1831 | 1836 | 1841 | 1846 | 1851 |
| ---- | ---- | ---- | ---- | ---- | ---- | ---- | ---- | ---- |
| 354  | 381  | 345  | 386  | 440  | 460  | 551  | 507  | 481  |

| 1856 | 1861 | 1866 | 1872 | 1876 | 1881 | 1886 | 1891 | 1896 |
| ---- | ---- | ---- | ---- | ---- | ---- | ---- | ---- | ---- |
| 448  | 436  | 415  | 417  | 449  | 443  | 455  | 454  | 402  |

| 1901 | 1906 | 1911 | 1921 | 1926 | 1931 | 1936 | 1946 | 1954 |
| ---- | ---- | ---- | ---- | ---- | ---- | ---- | ---- | ---- |
| 413  | 378  | 368  | 291  | 290  | 268  | 272  | 306  | 324  |

| 1962 | 1968 | 1975 | 1982 | 1990 | 1999 | 2004 | 2006 | 2009 |
| ---- | ---- | ---- | ---- | ---- | ---- | ---- | ---- | ---- |
| 337  | 295  | 377  | 309  | 314  | 319  | 375  | 411  | 433  |

| 2014 | 2019 | 2022 | - | - | - | - | - | - |
| ---- | ---- | ---- | - | - | - | - | - | - |
| 460  | 465  | 476  | - | - | - | - | - | - |

## Culture locale et patrimoine

### Lieux et monuments

#### Église Saint-Pierre
L'actuelle église de Bourdainville est construite en 1852, à la suite de l'incendie en 1851 de l'ancienne église, de style roman. Jacques-Eugène Barthélémy, à qui on doit notamment la Basilique Notre-Dame-de-Bonsecours et la flèche de l'église Saint-Maclou à Rouen, en fut l'architecte.

#### Château de Bourdainville

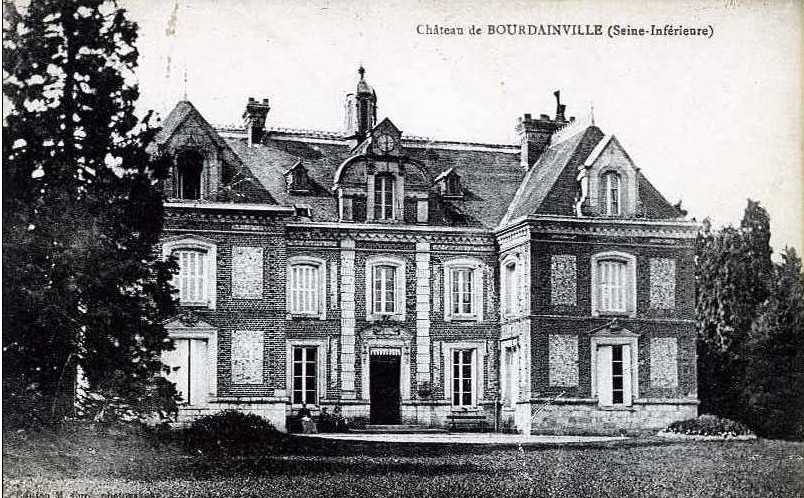
Carte postale du château au début du siècle dernier.

Le château de Bourdainville est construit sous l'ancien régime, en 1648. Une aile sud est construite en 1862 pour l'agrandir.

#### Sente du tortillard et gare de Bourdainville
La commune est le lieu de passage d'un train à desserte locale, localement désigné par le mot « tortillard », au début du XXe siècle (1912-1947). La ligne relie alors Motteville à Ouville-la-Rivière. De nos jours (2018), peu de vestiges de l'ancien tortillard subsistent dans la commune. Un abri sommaire, faisant à l'époque office de gare, est cependant toujours accessible par la sente du tortillard.

### Personnalités liées à la commune
André Duclos, maire de la commune pendant 36 ans.